# Calophyllum brasiliense
El calambuc (Calophyllum brasiliensis) és una espècie d'arbre de la família Clusiaceae, d'Amèrica Central, i d'Amèrica del Sud.